# Championnat du monde de vitesse moto 1975
Navigation
Édition précédente Édition suivante
Le Championnat du monde de vitesse moto 1975 est la 27e saison de vitesse moto organisée par la FIM.

Ce championnat comporte douze courses de Grand Prix, pour cinq catégories : 500 cm3, 350 cm3, 250 cm3, 125 cm3 et 50 cm3.

## Attribution des points
Les points du championnat sont attribués aux dix premiers de chaque course :
| Classement | 1  | 2  | 3  | 4 | 5 | 6 | 7 | 8 | 9 | 10 |
| ---------- | -- | -- | -- | - | - | - | - | - | - | -- |
| Points     | 15 | 12 | 10 | 8 | 6 | 5 | 4 | 3 | 2 | 1  |

## Grand Prix
| N° | Course                            | Lieu         | Vainqueur 50 cm³     | Vainqueur 125 cm³ | Vainqueur 250 cm³ | Vainqueur 350 cm³ | Vainqueur 500 cm³ | Résultat |
| -- | --------------------------------- | ------------ | -------------------- | ----------------- | ----------------- | ----------------- | ----------------- | -------- |
| 1  | Grand Prix de France              | Paul Ricard  |                      | Kent Andersson    | Johnny Cecotto    | Johnny Cecotto    | Giacomo Agostini  | Résultat |
| 2  | Grand Prix d'Espagne              | Jarama       | Angel Nieto          | Paolo Pileri      | Walter Villa      | Giacomo Agostini  |                   | Résultat |
| 3  | Grand Prix d'Autriche             | Salzburgring |                      | Paolo Pileri      |                   | Hideo Kanaya      | Hideo Kanaya      | Résultat |
| 4  | Grand Prix d'Allemagne de l'Ouest | Hockenheim   | Angel Nieto          | Paolo Pileri      | Walter Villa      | Johnny Cecotto    | Giacomo Agostini  | Résultat |
| 5  | Grand Prix des Nations            | Imola        | Angel Nieto          | Paolo Pileri      | Walter Villa      | Johnny Cecotto    | Giacomo Agostini  | Résultat |
| 6  | Tourist Trophy                    | Île de Man   |                      |                   | Chas Mortimer     | Charlie Williams  | Mick Grant        | Résultat |
| 7  | Grand Prix des Pays-Bas           | Assen        | Angel Nieto          | Paolo Pileri      | Walter Villa      | Dieter Braun      | Barry Sheene      | Résultat |
| 8  | Grand Prix de Belgique            | Spa          | Julien van Zeebroeck | Paolo Pileri      | Johnny Cecotto    |                   | Phil Read         | Résultat |
| 9  | Grand Prix de Suède               | Anderstorp   | Eugenio Lazzarini    | Paolo Pileri      | Walter Villa      |                   | Barry Sheene      | Résultat |
| 10 | Grand Prix de Finlande            | Imatra       | Angel Nieto          |                   | Michel Rougerie   | Johnny Cecotto    | Giacomo Agostini  | Résultat |
| 11 | Grand Prix de Tchécoslovaquie     | Brno         |                      | Leif Gustafsson   | Michel Rougerie   | Otello Buscherini | Phil Read         | Résultat |
| 12 | Grand Prix de Yougoslavie         | Opatija      | Angel Nieto          | Dieter Braun      | Dieter Braun      | Pentti Korhonen   |                   | Résultat |

## Résultats de la saison

### Championnat 1975 catégorie 500 cm³
| Clas. | Pilote           | Pays        | Constructeur | Points | Victoires |
| ----- | ---------------- | ----------- | ------------ | ------ | --------- |
| 1     | Giacomo Agostini | Italie      | Yamaha       | 84     | 4         |
| 2     | Phil Read        | Royaume-Uni | MV Agusta    | 76     | 2         |
| 3     | Hideo Kanaya     | Japon       | Yamaha       | 45     | 1         |
| 4     | Teuvo Lansivuori | Finlande    | Suzuki       | 40     | 0         |
| 5     | John Williams    | Royaume-Uni | Yamaha       | 32     | 0         |
| 6     | Barry Sheene     | Royaume-Uni | Suzuki       | 30     | 2         |
| 7     | Alex George      | Royaume-Uni | Yamaha       | 30     | 0         |
| 8     | John Newbold     | Royaume-Uni | Suzuki       | 24     | 0         |
| 9     | Armando Toracca  | Italie      | MV Agusta    | 24     | 0         |
| 10    | Jack Findlay     | Australie   | Suzuki       | 23     | 0         |

### Championnat 1975 catégorie 350 cm³
| Clas. | Pilote            | Pays                 | Constructeur | Points | Victoires |
| ----- | ----------------- | -------------------- | ------------ | ------ | --------- |
| 1     | Johnny Cecotto    | Venezuela            | Yamaha       | 78     | 4         |
| 2     | Giacomo Agostini  | Italie               | Yamaha       | 59     | 1         |
| 3     | Pentti Korhonen   | Finlande             | Yamaha       | 48     | 1         |
| 4     | Dieter Braun      | Allemagne de l'Ouest | Yamaha       | 47     | 1         |
| 5     | Patrick Pons      | France               | Yamaha       | 32     | 0         |
| 6     | Chas Mortimer     | Royaume-Uni          | Yamaha       | 31     | 0         |
| 7     | Gerard Choukroun  | France               | Yamaha       | 28     | 0         |
| 8     | Otello Buscherini | Italie               | Yamaha       | 27     | 1         |
| 9     | Tom Herron        | Royaume-Uni          | Yamaha       | 26     | 0         |
| 10    | Hideo Kanaya      | Japon                | Yamaha       | 25     | 1         |

### Championnat 1975 catégorie 250 cm³
| Clas. | Pilote            | Pays                 | Constructeur    | Points | Victoires |
| ----- | ----------------- | -------------------- | --------------- | ------ | --------- |
| 1     | Walter Villa      | Italie               | Harley-Davidson | 85     | 5         |
| 2     | Michel Rougerie   | France               | Harley-Davidson | 76     | 2         |
| 3     | Dieter Braun      | Allemagne de l'Ouest | Yamaha          | 56     | 1         |
| 4     | Johnny Cecotto    | Venezuela            | Yamaha          | 54     | 2         |
| 5     | Patrick Pons      | France               | Yamaha          | 48     | 0         |
| 6     | Chas Mortimer     | Royaume-Uni          | Yamaha          | 46     | 0         |
| 7     | Otello Buscherini | Italie               | Yamaha          | 40     | 0         |
| 8     | Leif Gustafsson   | Suède                | Yamaha          | 33     | 0         |
| 9     | Bruno Kneubühler  | Suisse               | Yamaha          | 22     | 0         |
| 10    | Tapio Virtanen    | Finlande             | Yamaha          | 20     | 0         |

### Championnat 1975 catégorie 125 cm³
| Clas. | Pilote             | Pays     | Constructeur | Points | Victoires |
| ----- | ------------------ | -------- | ------------ | ------ | --------- |
| 1     | Paolo Pileri       | Italie   | Morbidelli   | 90     | 7         |
| 2     | Pier Paolo Bianchi | Italie   | Morbidelli   | 72     | 0         |
| 3     | Kent Andersson     | Suède    | Yamaha       | 67     | 1         |
| 4     | Leif Gustafsson    | Suède    | Yamaha       | 57     | 1         |
| 5     | Eugenio Lazzarini  | Italie   | Piovaticci   | 47     | 0         |
| 6     | Bruno Kneubühler   | Suisse   | Yamaha       | 43     | 0         |
| 7     | Henk van Kessel    | Pays-Bas | Condor       | 38     | 0         |
| 8     | Harald Bartol      | Autriche | Suzuki       | 21     | 0         |
| 9     | Johan Zemzauer     | Autriche | Rotax        | 21     | 0         |
| 10    | Pierluigi Conforti | Italie   | Morbidelli   | 18     | 0         |

### Championnat 1975 catégorie 50 cm³
| Clas. | Pilote               | Pays                 | Constructeur | Points | Victoires |
| ----- | -------------------- | -------------------- | ------------ | ------ | --------- |
| 1     | Angel Nieto          | Espagne              | Kreidler     | 75     | 6         |
| 2     | Eugenio Lazzarini    | Italie               | Piovaticci   | 61     | 1         |
| 3     | Julien van Zeebroeck | Belgique             | Kreidler     | 43     | 1         |
| 4     | Rudolf Kunz          | Allemagne de l'Ouest | Kreidler     | 37     | 0         |
| 5     | Herbert Rittberger   | Allemagne de l'Ouest | Kreidler     | 31     | 0         |
| 6     | Stefan Dörflinger    | Suisse               | Kreidler     | 31     | 0         |
| 7     | Nico Polane          | Pays-Bas             | Kreidler     | 28     | 0         |
| 8     | Gerhard Thurow       | Allemagne de l'Ouest | Kreidler     | 21     | 0         |
| 9     | Hans Hummel          | Autriche             | Kreidler     | 20     | 0         |
| 10    | Claudio Lusuardi     | Italie               | Derbi        | 16     | 0         |